# Castelli della provincia di Piacenza
Questa pagina contiene una lista che elenca i castelli della provincia di Piacenza.
La provincia di Piacenza si caratterizza come uno dei territori a maggior densità di fortificazioni: la studiosa di storia locale Carmen Artocchini ha documentato l'esistenza di circa di 330 castelli, a cui si vanno ad aggiungere diversi edifici fortificati minori come strutture satelliti, torri e residenze fortificate di campagna. Numeri così elevati si spiegano con la posizione strategica del territorio piacentino nel contesto del Nord Italia. In epoca medievale i castelli svolsero funzioni di controllo e di presidio del territorio posto esternamente rispetto al capoluogo.
La maggior parte dei castelli furono costruiti in due fasi distinte, con caratteristiche peculiari tanto dal punto di vista architettonico quanto dal punto di vista storico: l'incastellamento di altura, svoltosi in età feudale, tra il X e l'XI secolo, prevalentemente in aree collinari e montuose, le quali, con la loro morfologia influenzano fortemente la struttura delle fortificazioni: irregolare e caratterizzata solitamente da più ordini di mura, e l'incastellamento di pianura, svoltosi nel basso Medioevo, tra il XIII e il XIV secolo, con funzioni di difesa dei campi coltivati e degli assi viari e che si caratterizza architettonicamente per strutture più regolari.

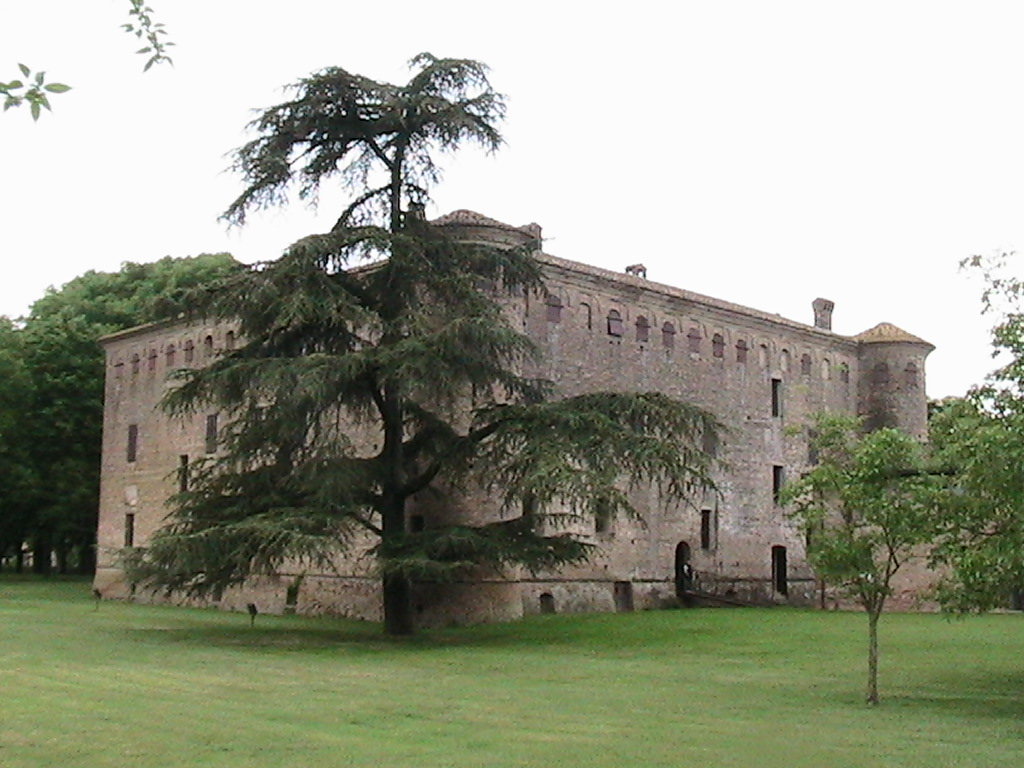
Il castello di San Pietro in Cerro

## Castelli

### Pianura
- Castello di Alseno[2]
- Castello di Altoé[3]
- Castello di Banche[4]
- Castello di Bardinezza[5]
- Castello di Baselica[6]
- Castello di Bilegno[7]
- Torrione Binelli[8]
- Castello di Borgallo[9]
- Castello di Borgonovo Val Tidone[10]
- Castello di Breno[11]
- Castello di Cadeo[12]
- Castello di Calendasco[13]
- Ca' Matta[12]
- Torre Canevaro[14]
- Torre di Canneto di Sopra[15]
- Castello di Caratta[15]
- Castello di Carpaneto[16]
- Castello di Casaliggio[17]
- Torre di Case Basse[18]
- Castello di Case Bruciate[19]
- Castellaro di Podenzano[20]
- Castelbosco[21]
- Castellazzo di Sopra[22]
- Castellazzo di Sotto[23]
- Castelmantova[24]
- Castello di Castelnuovo Fogliani[25]
- Castelvecchio di Campremoldo Sopra[24]
- Castello di Celleri[26]
- Torrazzo di Centovera[27]
- Castello di Cerreto Landi[28]
- Castello di Chiavenna Landi[29]
- Castello di Ciavernasco[30]
- Castello di Ciriano[31]

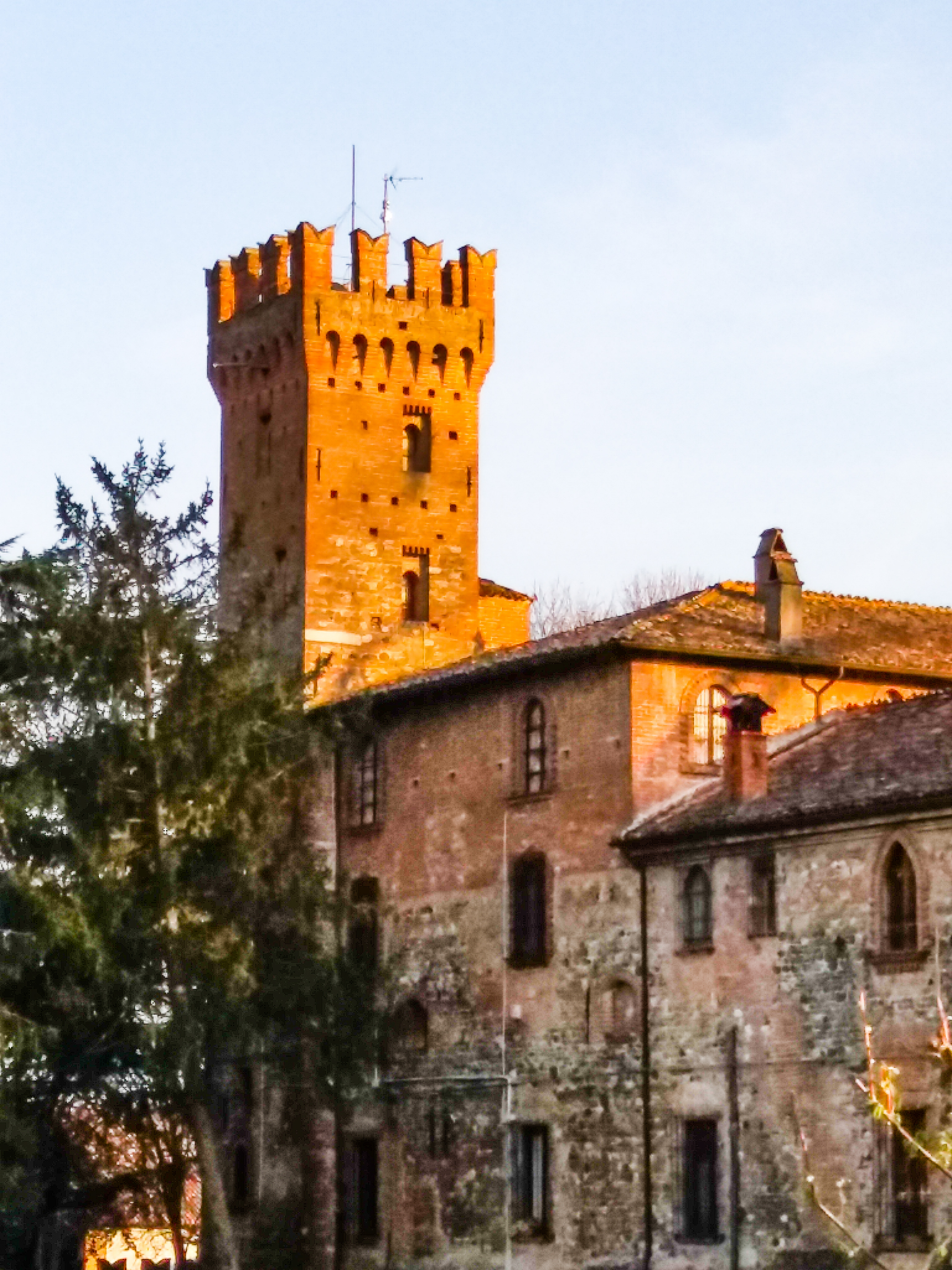
Il castello di Altoé

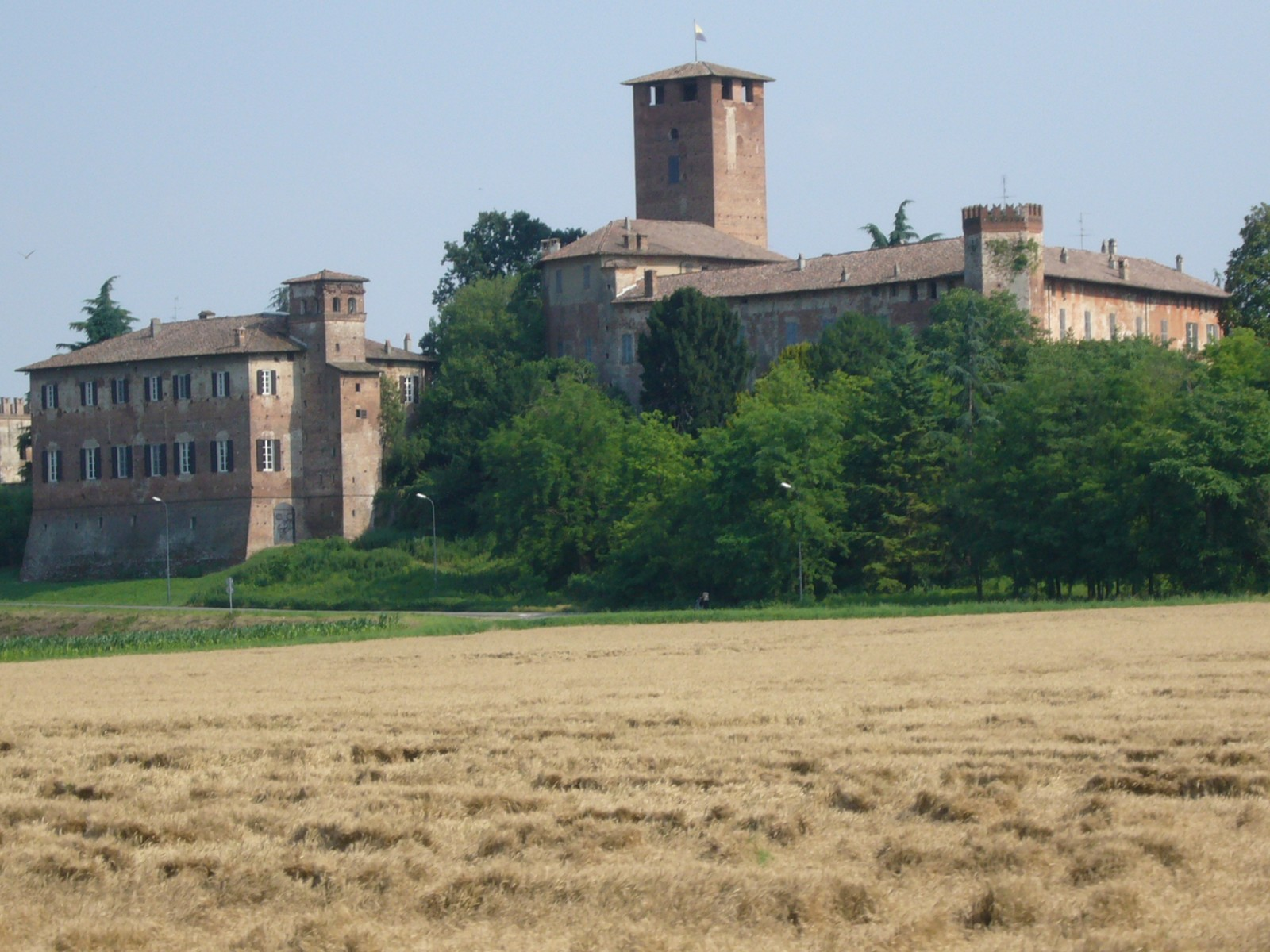
Il castello di Sarmato

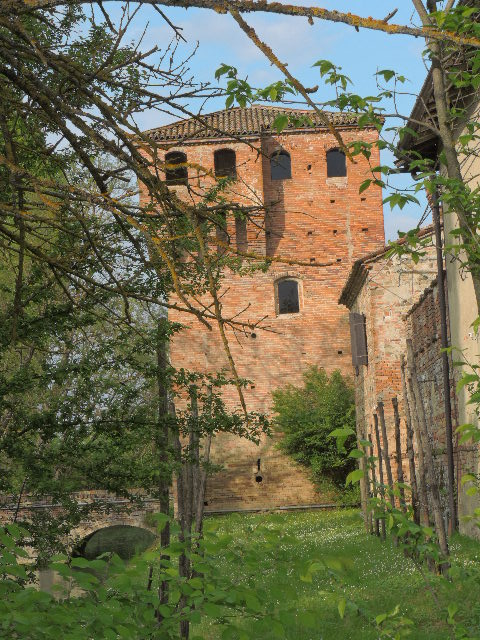
L'ingresso del castello di Paderna

- Cittadella Viscontea di Piacenza, parzialmente inglobata in palazzo Farnese[32]
- Castello di Colombarone[33]
- Castello Farnesiano di Piacenza[34]
- Torre di Fontanazza[35]
- Castello di Gariga[36]
- Castello di Gossolengo[37]
- Castello di Gragnanino[38]
- Castello di Gragnano[38]
- Castello di Grazzano Visconti[39]
- Castello di Larzano[40]
- Castello di Lusurasco[41]
- Castello di Masana[41]
- Rocca Mandelli di Caorso[42]
- Castello di Montanaro[43]
- Castello di Mottaziana[44]
- Castello di Mucinasso[45]
- Castello di Muradello[46]
- Castello di Niviano[47]
- Castello di Ottavello[48]
- Castello di Paderna[49]
- Rocca Pallavicino di Monticelli d'Ongina[50]
- Castello i Pilastri[38]
- Castello di Podenzano[51]
- Castello di Ponte Tidone[52]
- Castello di Sarmato[53]
- Torre della Razza[14]
- Castello di Rezzano[54]
- Castello di Rivalta[55]
- Castello di Rottofreno[56]
- Castello di Roveleto Landi[57]
- Castello di San Damiano[58]
- Castello di San Giorgio Piacentino[59]
- Rocca di San Giorgio[60]
- Castello di San Pietro in Cerro[61]
- Castello di San Polo[62]
- Castello di Santimento[63]
- Castello di Settima[64]
- La Sforzesca[65]
- Torrazzo di Podenzano[14]
- Castello di Travazzano[66]
- Castello di Valconasso[67]
- Castello di Vigolzone[68]
- Castello di Zamberto[69]
- Castello di Zena[70]

### Val Tidone

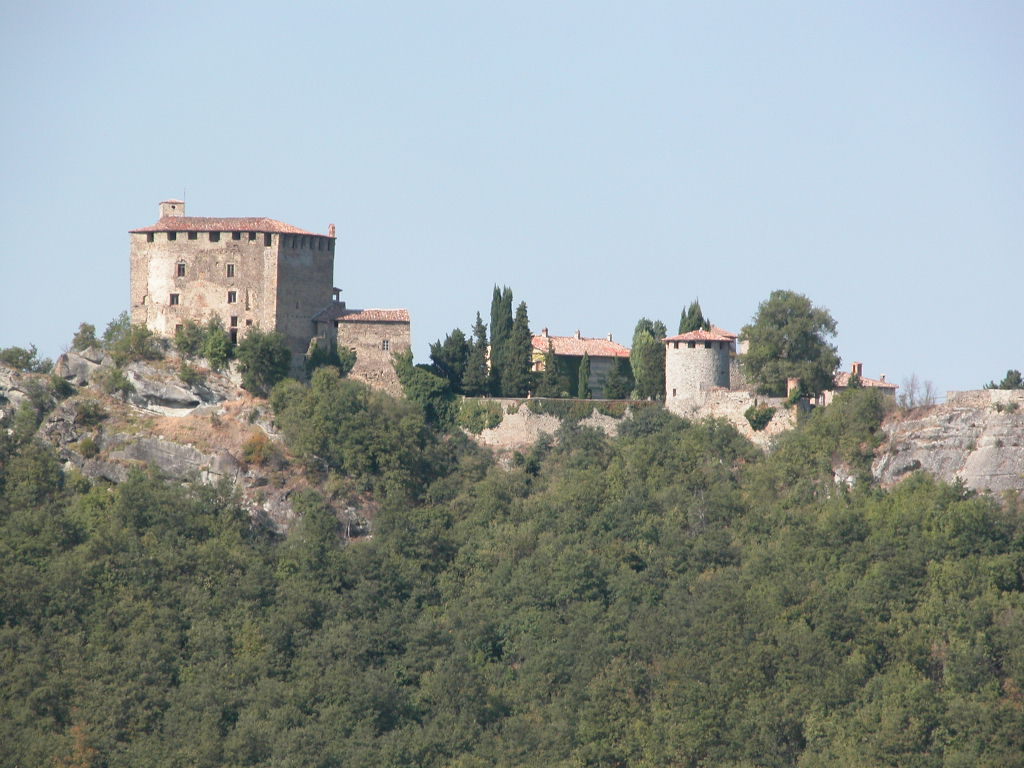
La Rocca d'Olgisio

- Torre di Buriona di Cantone[11]
- Torri di Caminata[71]
- Castello di Careggio[71]
- Castello di Casanova[71]
- Castello di Castellaro Arcelli[71]
- Castello di Castelletto Cigala[72]
- Castello di Castelnovo[73]
- Castello di Corano[74]
- Castello di Corticelli[75]
- Castello di Costola di Vicomarino[75]
- Castello di Fontanese[76]
- Castello di Genepreto[76]
- Castello di Grintorto[77]
- Castello di Mirabello[78]
- Castello di Montalbo[79]
- Castello di Montemartino[44]
- Torre di Morago[44]
- Castello di Nibbiano[80]
- Rocca di Pianello Val Tidone[52]
- Castello di Pradaglia[81]
- Rocca d'Olgisio[82]
- Castello di Sala Mandelli[83]
- Castello di Seminò[84]
- Castello di Stadera[85]
- Castello di Tassara[85]
- Torre Fornello[86]
- Torre Gandini[85]
- Castello di Trebecco[87]
- Castello di Trevozzo[88]
- Castello di Vicobarone[89]
- Castello di Vicomarino[90]
- Castello di Ziano Piacentino[90]

### Val Luretta

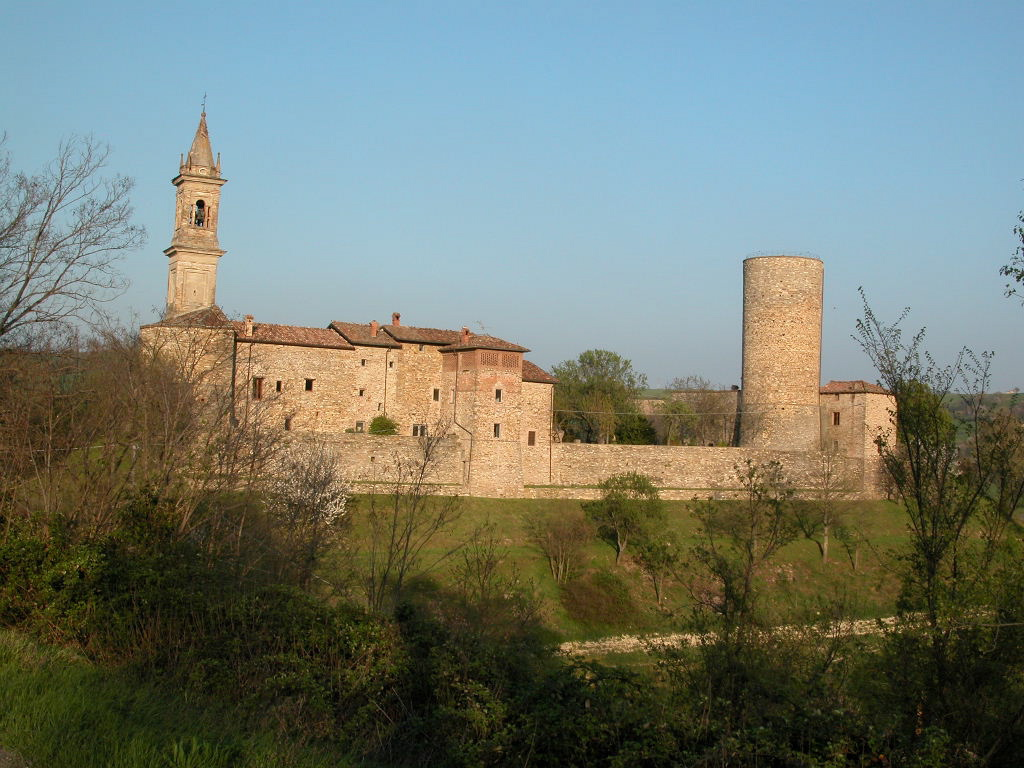
Il castello di Monteventano

- Castello di Agazzano[91]
- Castello della Bastardina[92]
- Castello della Boffalora[93]
- Castello di Bosonasco[24]
- Castello di Casanova[94]
- Castello di Castano[21]
- Castelvecchio di Piozzano[95]
- Castello di Cuccavello[96]
- Residenza fortificata di Damessano[97]
- Castello di Gazzola[96]
- Castello di Groppo Arcelli[96]
- Castello di L'Ardara[96]
- Castello di Lisignano[98]
- Castello di Momeliano[99]
- Torre di Momeliano[100]
- Torre di Montebolzone[101]
- Castello di Montecanino[102]
- Castello di Monteventano[103]
- Castello di Monticello[104]
- Castello di Passano[105]
- Castello di Pavarano[106]
- Castello di Poggiolo[106]
- Castello di Rezzanello[107]
- Castello di Rivasso[102]
- Torre Rizzi[108]
- Castel Roveto[96]
- Castello di Sarturano[109]
- Castello di Valorosa[100]
- Castello di Vei[100]
- Torre di Verdeto[110]
- Castello di Vezzanone[110]

### Val Trebbia
- Castello di Ancarano[111]
- Castello Anguissola di Travo[112]
- Castello di Areglia[4]
- Torri di vedetta di Bassano[6]
- Torre di Bobbiano[113]
- Castello di Bogli[114]
- Casa fortificata di Botteri[115]
- Castello di Brugnello[116]
- Torre di Cadonica[13]
- Casa torre di Caminata[117]
- Torre di Campadello[118]
- Castello di Ca' Trebbiasca[119]
- Rocca di Caverzago[120]
- Castello di Chiosi[30]
- Castello di Croce[121]
- Castello del Dego[4]
- Torre di Fabiano[122]
- Castello di Faraneto[123]

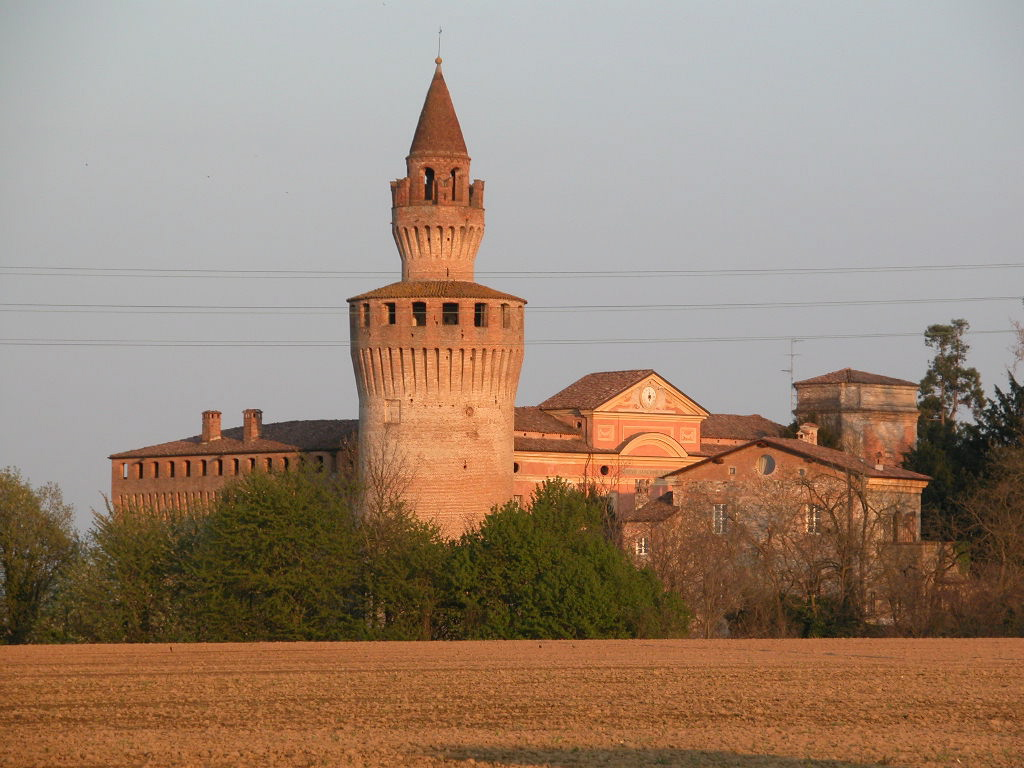
Il castello di Rivalta

- Castello dei Ghigliani di Pietranera[124]
- Castello di Lago[22]
- Castello dei Magrini[30]
- Castello Malaspiniano di Bobbio[125]
- Castello Malaspiniano di Ottone[126]
- Castello di Montechiaro[127]
- Torre di Marsaglia[128]
- Castello di Pigazzano[129]
- Casa torre di Poggio Villeri[130]
- Castello dei Romani di Scrivellano[57]
- Casa fortificata di San Cristoforo[131]
- Castello di Statto[132]
- Castello della Torre di Campi[133]
- Torre di Tortaro[118]
- Rocca di Viserano[134]
- Castello dei Volpe[119]
- Castello di Zerba[134]

### Val d'Aveto
- Castello di Cariseto[135]
- Resti del castello di Pescremona[124]

### Val Perino
- Castello di Erbia[122]
- Torre di Macerato[136]
- Castello di Pozzo[137]
- Resti del castello di Pradovera[138]
- Torre San Giovanni di Bacchetti[118]

### Val Nure

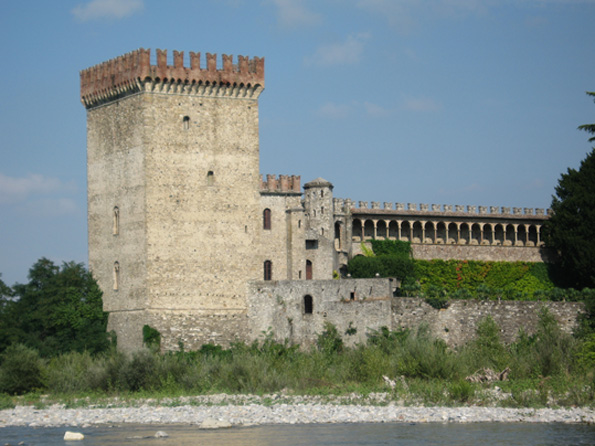
Il castello di Riva

- Castello di Balzarelli[139]
- Castello di Bicchignano[3]
- Castello di Bramaiano[18]
- Castello di Castelnardo[140]
- Torrione di Castione[141]
- Castello di Cianeto[142]
- Torre Colombo[143]
- Torre Ghezzi[142]
- Torre di Ebbio[144]
- Torre Farnese[145]
- Castello di Folignano[146]
- Castello di Fratta[147]
- Castello di Groppoducale[148]
- Castello di Lugherzano[148]
- Castello Malaspina di Gambaro[149]
- Torre di Manfredello[148]
- Torre di Missano[148]
- Castello di Monte Santo[150]
- Torre di Monte Santo[151]
- Torre di Murlo[46]
- Torre dei Nicelli[152]
- Torre di Olmo[153]
- Castello di Riva[154]
- Castello di Rizzolo[155]
- Castello di Spettine[156]
- Castello di Tollara[157]
- Torre di Tornara[157]
- Castello di Torrano[158]
- Castello di Vigolo[159]

### Val Riglio

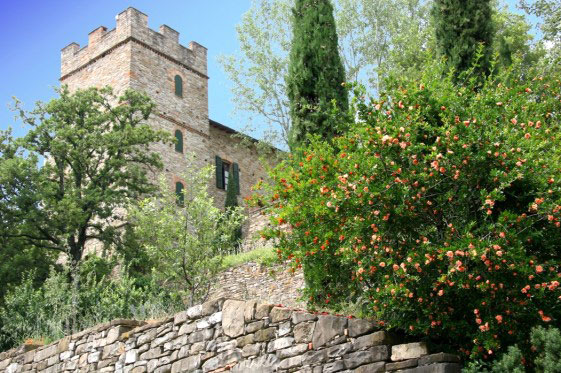
Il castello di Montechino

- Castello di Gusano[160]
- Castello di Montechino[144]
- Castello di Ronco[161]
- Castello di Rossoreggio[162]
- Castello di Veggiola[163]
- Castello di Viustino[164]

### Val Vezzeno

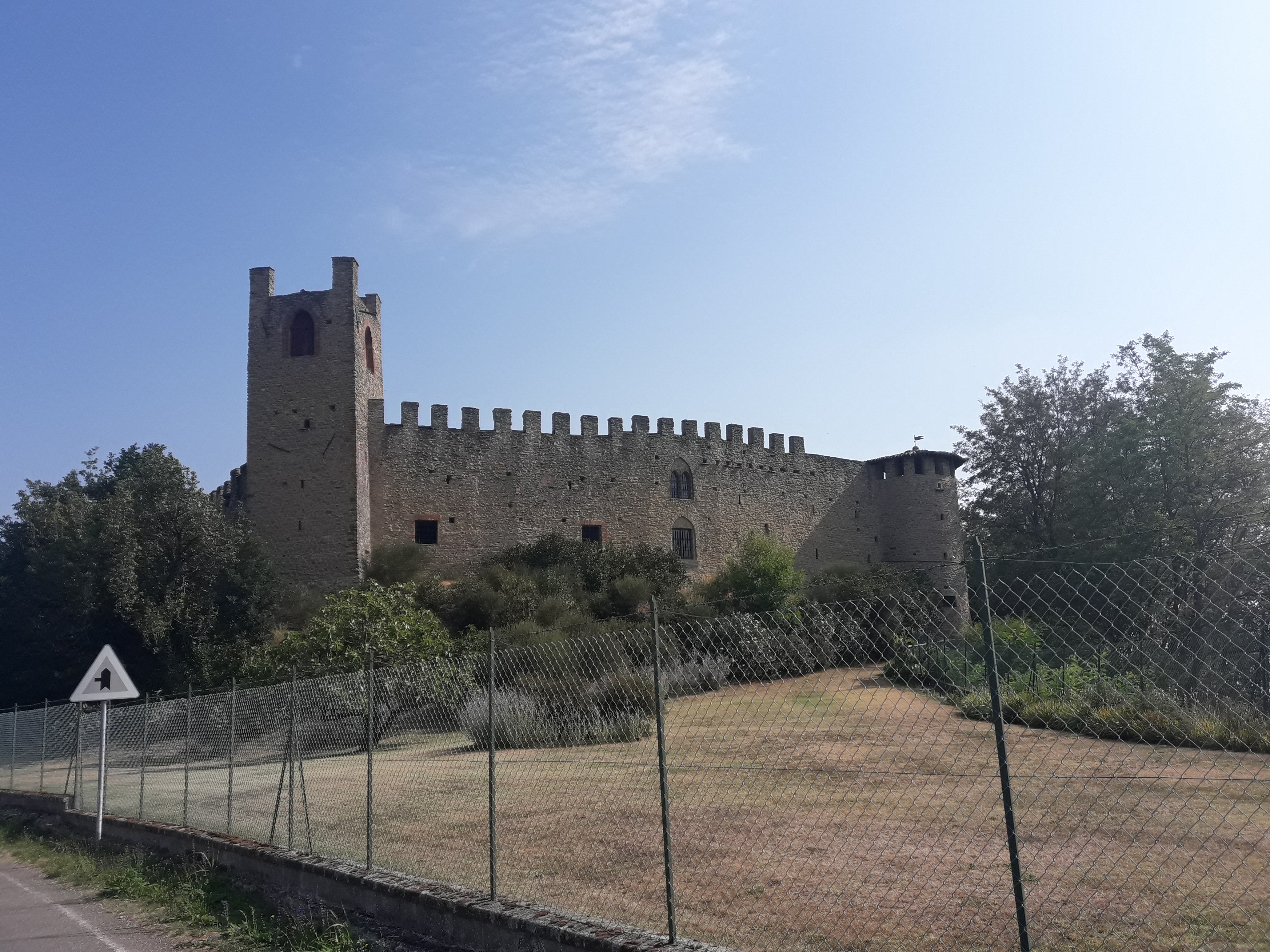
Il castello di Magnano

- Torre Confalonieri[165]
- Torre Gragnana[166]
- Castello di Gropparello[35]
- Castello di Sariano[166]
- Castello di Tavasca[167]

### Val Chero
- Castello di Badagnano[2]
- Castello di Genepreto[35]
- Castello di Magnano[41]
- Torre di Montezago[168][169]
- Castello di Olmeto[170]
- Castello di Rustigazzo[171]

### Val Chiavenna

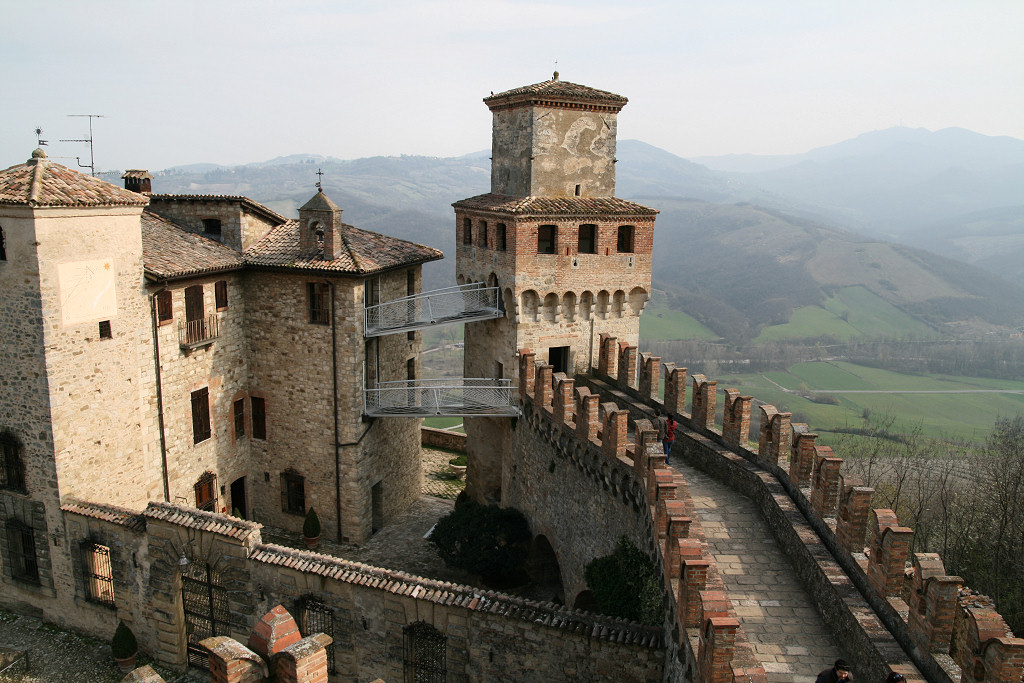
Le mura del borgo di Vigoleno

- Torricella di Chiavenna Rocchetta[165]
- Castello di Prato Ottesola[172]
- Pusterla di Vigolo Marchese[173]

### Val d'Arda
- Rocca Viscontea di Castell'Arquato[174]
- Torrione del duca di Castell'Arquato[175]

### Val d'Ongina
- Castello di Vigoleno[176]